# Блаунтсвил (Индијана)
Блаунтсвил (енгл. Blountsville) град је у америчкој савезној држави Индијана.

## Демографија
По попису из 2010. године број становника је 134, што је 32 (-19,3%) становника мање него 2000. године.
| Група             | 2000.        | 2010.       |
| Белци             | 166 (100,0%) | 130 (97,0%) |
| Афроамериканци    | 0 (0,0%)     | 0 (0,0%)    |
| Азијати           | 0 (0,0%)     | 0 (0,0%)    |
| Хиспаноамериканци | 0 (0,0%)     | 0 (0,0%)    |
| Укупно            | 166          | 134         |